# Bulbophyllum wagneri
Bulbophyllum wagneri är en orkidéart som beskrevs av Rudolf Schlechter. Bulbophyllum wagneri ingår i släktet Bulbophyllum och familjen orkidéer. Inga underarter finns listade i Catalogue of Life.